# موتور چراغ دوستی‌زاده
موتور چراغ دوستی‌زاده یک منطقهٔ مسکونی در ایران است که در دهستان جازموریان واقع شده‌است. موتور چراغ دوستی‌زاده ۱۸ نفر جمعیت دارد.